# James FitzJames

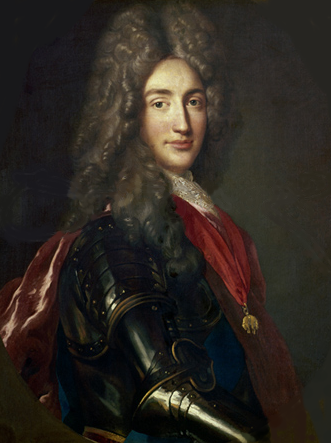
James FitzJames

James FitzJames (Moulins, 21 augustus 1670 – Philippsburg, 21 juni 1734) was een Anglo-Frans hertog en maarschalk. Hij was een buitenechtelijke zoon van Jacobus II van Engeland en Arabella Churchill, zuster van de hertog van Marlborough.

## Leven
James werd geboren in Frankrijk voor de troonsbestijging van zijn vader. Hij kreeg een katholieke opvoeding en genoot zijn opleiding aan het Collège de Juilly. Hierna trad hij in dienst bij hertog Karel IV van Lotharingen en nam deel aan de Turkse oorlogen van 1686 en 1687. Hier was hij onder andere betrokken bij de Belegering van Boeda (1686) en de Slag bij Mohaćs.
Zijn vader was inmiddels koning van Engeland en Schotland geworden en na zijn terugkeer in Engeland werd hij door hem benoemd tot gouverneur van Portsmouth. Jacobus II benoemde hem ook tot ridder in de Orde van de Kousenband, echter de Glorious Revolution voorkwam dat hij als zodanig werd geïnstalleerd. Jacobus werd afgezet in 1688 en ging in ballingschap. FitzJames nam deel aan de campagnes van zijn vader de troon te heroveren, maar de katholieken werden definitief verslagen bij de Slag aan de Boyne.
Hierna trad FitzJames in Franse krijgsdienst en nam tijdens de Negenjarige Oorlog, dus tegen Engeland, deel aan onder andere de Slag bij Steenkerke in 1692 en de Eerste Slag bij Neerwinden in 1693. Bij deze laatst genoemde slag werd hij gevangengenomen, maar uitgewisseld tegen de hertog van Ormonde.
Als militair stond FitzJames in hoog aanzien om zijn moed, integriteit en strategisch inzicht. Na bewezen diensten in de eerste jaren van de Spaanse Successieoorlog werd hij genaturaliseerd tot Frans staatsburger en in 1706 werd hij zelfs maarschalk van Frankrijk.
Op 25 april 1707 won FitzJames de belangrijke Slag bij Almansa, waarbij het ironische feit zich voordeed dat een Frans leger onder een Engelse aanvoerder een Engels leger onder een Franse aanvoerder (Henri de Massue) versloeg.

Het laatste wapenfeit van FitzJames in de Successieoorlog was de bestorming van Barcelona, na een lange belegering, in 1714. Hierna werd hij militair gouverneur van Guyenne en brak een periode van relatieve rust aan in zijn leven.
In 1733 werd FitzJames benoemd als leider van het Rijnleger in de Poolse Successieoorlog. Hij had succes met de belegering van Kehl in 1733, maar werd in 1734 gedood door een kanonskogel tijdens de belegering van Philippsburg.

## Titels
James FitzJames droeg tijdens zijn leven de volgende titels:
- 1687: Baron van Bosworth, graaf van Tinmouth en hertog van Berwick, door zijn vader
- 1707: Hertog van Fitzjames, door Lodewijk XIV van Frankrijk
- 1707: Hertog van Liria en Xérica, door Filips V van Spanje

## Huwelijk en kinderen
James FitzJames huwde tweemaal en uit beide huwelijken had hij kinderen.
- Voor de eerste maal huwde hij op 26 maart 1695 te Saint-Germain-en-Laye met Honora Burke (of de Burgh) († Pezénas 16 januari 1698). Zij kregen een zoon:
  - James Francis Stuart-FitzJames-Stuart (21 oktober 1696 – Napels 2 juni 1738), hertog van Liria en Xérica; ∞ (31 december 1716) Catalina Ventura Colón de Portugal (14 juli 1690 – 3 oktober 1739), hertogin van Veraguas en Vega; hij was de stamvader van de Spaanse tak, de hertogen van Liria y Xérica en later de hertogen van Alba de Tormes

- Voor de tweede maal huwde hij op 18 april 1700 te Parijs met Anne Bulkeley († 12 juni 1751). Uit dit huwelijk sproten 10 kinderen:
  - Henri Jacques de FitzJames (15 november 1702 – 13 oktober 1721), hertog van FitzJames; ∞ (10 februari 1720) Victoire Félicité de Durfort (1706 – 17 oktober 1753)
  - Henriette de FitzJames (16 september 1705 – 3 juli 1739); ∞ (7 november 1722) Louis de Clermont d'Amboise († 18 september 1761), markiezin van Reynel en Montglas
  - François de FitzJames (9 juni 1709 – 19 juli 1764), bisschop van Soissons
  - Henri de FitzJames (8 september 1711 – 1731), gouverneur van de Limousin
  - Charles de FitzJames (4 november 1712 – 22 maart 1787), hertog van FitzJames, gouverneur van de Limousin; ∞ (1 februari 1741) Victoire Louise Joséphe Goyon de Matignon (9 augustus 1722 – 2 augustus 1777); hij was de stamvader van de Franse tak, de hertogen van FitzJames
  - Laure Anne de FitzJames (1713 – 6 december 1766); ∞ (11 maart 1732) Timoléon de Montagu Beaune († 29 april 1747), markies van Bouzols
  - Marie Emilie de FitzJames (9 oktober 1715 – 3 januari 1770); ∞ (4 september 1736) François Marie de Perusse († 1759), graaf des Cars
  - Edouard de FitzJames (17 oktober 1716 – Keulen 5 mei 1758)
  - Anne Sophie de FitzJames (ca 1717 – 25 april 1763)
  - Anne de FitzJames (1720 – 23 mei 1721)

## Memoires
Berwicks memoires verschenen een eerste keer in 1737 en meer volledig in 1778 door toedoen van zijn kleinzoon Charles de Fitz-James:
- Mémoires du Maréchal duc de Berwick écrits par lui-même, 2 dln., 1778